# 200 meter för damer i friidrott vid olympiska sommarspelen 1988
200 meter för damer vid olympiska sommarspelen 1988 i Seoul avgjordes 29 september. 

## Medaljörer
| Gren      | Guld                           | Guld       | Silver                  | Silver | Brons                     | Brons |
| 200 meter | Florence Griffith-Joyner · USA | 21,34 (VR) | Grace Jackson · Jamaica | 21,72  | Heike Daute · Östtyskland | 21,95 |

## Resultat
- OR innebär olympiskt rekord.
- WR innebär världsrekord.

### Final
| Placering | Final                          | Tid         |
| --------- | ------------------------------ | ----------- |
|           | Florence Griffith-Joyner (USA) | 21,34 WR OR |
|           | Grace Jackson (JAM)            | 21,72       |
|           | Heike Drechsler (GDR)          | 21,95       |
| 4.        | Merlene Ottey (JAM)            | 21,99       |
| 5.        | Silke Möller (GDR)             | 22,09       |
| 6.        | Gwen Torrence (USA)            | 22,17       |
| 7.        | Maja Azaratjvili (URS)         | 22,33       |
| 8.        | Galina Maltjugina (URS)        | 22,42       |

### Semifinaler
| Placering | Heat 1                         | Tid         |
| --------- | ------------------------------ | ----------- |
| 1.        | Florence Griffith-Joyner (USA) | 21,56 WR OR |
| 2.        | Merlene Ottey (JAM)            | 22,07       |
| 3.        | Silke Möller (GDR)             | 22,15       |
| 4.        | Maja Azaratjvili (URS)         | 22.33       |
| 5.        | Mary Onyali (NGR)              | 22.43       |
| 6.        | Katrin Krabbe (GDR)            | 22.59       |
| 7.        | Pauline Davis-Thompson (BAH)   | 22.67       |
| 8.        | Andrea Thomas (FRG)            | 22.91       |

| Placering | Heat 2                    | Tid   |
| --------- | ------------------------- | ----- |
| 1.        | Grace Jackson (JAM)       | 22,13 |
| 2.        | Heike Drechsler (GDR)     | 22,27 |
| 3.        | Gwen Torrence (USA)       | 22,53 |
| 4.        | Galina Maltjugina (URS)   | 22.55 |
| 5.        | Nadezjda Georgijeva (BUL) | 22.67 |
| 6.        | Paula Dunn (GBR)          | 23.14 |
| 7.        | Agnieszka Siwek (POL)     | 23.20 |
| 8.        | Regula Aebi (SUI)         | 23.33 |